# Шарль Піно Дюкло
Шарль Піно Дюкло (1704—1772) — французький історик, королівський історіограф.

## З біографії
Народився в містечку Дінан (Бретань). Син заможного капелюшника. 1720 року родина втратила більшу частину статків після краху Місіссіпської компанії.
Рано овдовіла мати послала сина на навчання до Парижу. Дюкло навчався в академії Луї де Курсійона. Дюкло був завсідником кав'ярні Прокоп. Згодом звернувся до літератури. Спочатку писав романи, великий успіх мав його роман «Сповідь графа …» («Confessions du comte de **», 1741).
Був протеже мадам де Помпадур.

## Твори
- Considerations sur les mœurs (1751),
- Confessions du comte de * * * (1742)
- Mémoires sur les mœurs du XVIIIe siècle (1749).
- Histoire de Louis XI (1745)
- Histoire de la baronne de Luz, anecdote du règne de Henri IV, (1741)
- Les Caractères de la Folie, ballet en 3 actes, 1743
- Acajou et Zirphile, (1744)
- Mémoires pour servir à l'histoire des mœurs du XVIIIe, (1751)
- Considérations sur l'Italie, (1791)
- Mémoires secrets sur le règne de Louis XIV, la régence et le règne de Louis XV, (1791)
- Remarques sur la Grammaire de Port-Royal
- Œuvres complètes (1806) (посмертно)

Повне зібрання його творів видали Desessart (1806), Belin (1821) і Auger (1821); вибрані твори — Clément de Bis (1855).